# Ammannia erecta
Ammannia erecta är en fackelblomsväxtart som först beskrevs av Jean Baptiste Antoine Guillemin och Perr., och fick sitt nu gällande namn av S.A.Graham och Gandhi. Ammannia erecta ingår i släktet Ammannia och familjen fackelblomsväxter. Inga underarter finns listade i Catalogue of Life.